# لوريكيت كاليدونيا الجديدة
لوريكيت كاليدونيا الجديدة (الاسم العلمي: Charmosyna diadema)، هو لوريكيت من المحتمل أنه منقرض ومستوطن في جزيرة كاليدونيا الجديدة الميلانيزية.